# تكروري
تكروري (الاسم العلمي Pomadasys bennetti)، سمكة من الشخرم تنتمي إلى فصيلة الناخريات. يكثر وجودها في البحر المتوسط و البحر الأحمر. طولها نحو 60 سم. تتميز بكثافة حراشفها وبقوة زعانفها الشائكة.